# 設計組織ADH
設計組織ADHは、木下庸子工学院大学教授と渡辺真理 (建築家) が共同主宰する建築設計事務所。日本建築学会賞、吉岡賞、JIA新人賞など多数受賞する。

## メンバー
- 木下庸子（Yoko Kinoshita 1956年- ） は日本の女性建築家。
東京都生まれ。
1977年　スタンフォード大学卒業。
1980年　ハーバード大学デザイン大学院専門課程修了
1981年～1987年　内井昭蔵建築設計事務所勤務。
1987年　現事務所を渡辺真理と共同設立。
現在、同代表として活躍する。
設計活動の傍ら、芝浦工業大学工学部建築工学科、日本大学生産工学部建築工学科などの非常勤講師ほかを多数歴任。UR都市機構都市デザインチームリーダーも務める。新建築賞 受賞。
パナホーム重量鉄骨造ソルビオスシリーズの都心型狭小地向け3階建て住宅を共同開発し「ソルビオス<アーキモード>」の名で商品化。その他作品にコーネル大学医学部カタール校、第二住宅シルバーハウジング、Surf Villa、R.F.ヤマカワ本社ビル・アネックス、東雲キャナルコートCODAN5街区、愛知万博・ポーランド館、真壁伝承館、ほか多数。
- 渡辺真理

## 著書
- 「孤の集住体－非核家族の住まい」渡辺真理＋木下庸子
- 「集合住宅をユニットから考える」 設計組織ADHの渡辺真理＋木下庸子による共著。新建築社、2006年
- 「建築家と家を建てたい」 監修：鈴木紀慶 共著：渡辺真理、木下庸子 他 朝日出版社 2002年
- 「住宅という場所で」 監修：植田実、内藤廣、中村好文 共著：渡辺真理、木下庸子 他 TOTO出版 2000年
- 「美術館は生まれ変わる」 共著：渡辺真理 他 鹿島出版会
- 「いえ 団地 まち——公団住宅 設計計画史(住まい学大系103)」 木下庸子 植田 実[編著]  ラトルズ 2014年